# Arte bizantina durante o período iconoclasta

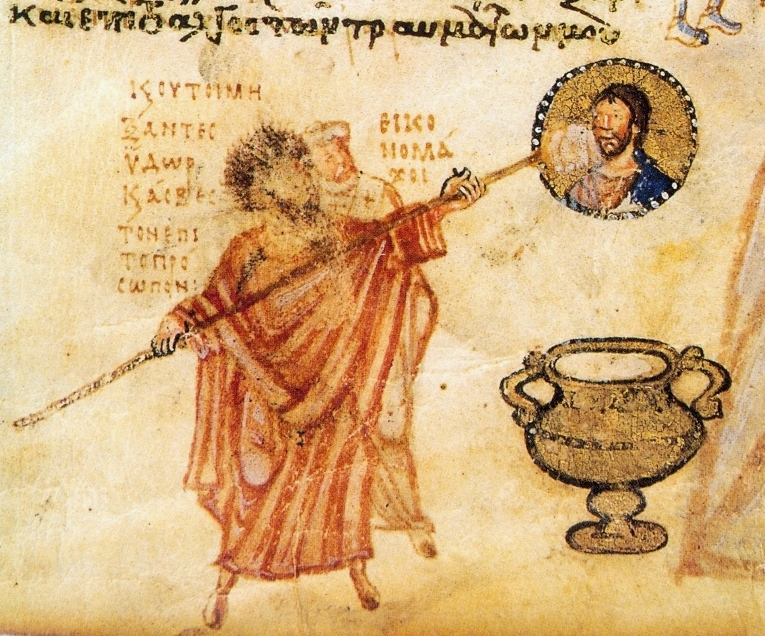
O Iconoclasta no Saltério Chlud, pormenor do século IX

A arte bizantina durante o período da iconoclastia é uma época na história da arte bizantina entre os anos 730—843. O termo iconoclastia provém das palavras gregas - εἰκῶν (eikón - imagem) + κλάστειν (klastein - quebrar) e refere-se a um movimento que procura eliminar os ídolos religiosos (objectos de adoração) na religião (especialmente no cristianismo), especialmente as imagens, ou ícones. O período da iconoclastia no Império Bizantino divide-se em duas épocas principais. O primeiro período da luta contra a adoração de ícones começou na década de 720 (ou oficialmente 730), durante o reinado de Leão III e durou até ao reinado da Imperatriz Irene e à organização do Segundo Concílio de Niceia em 787. O segundo período de iconoclastia durou de 815 a 843. Os opositores das imagens são designados por iconoclastas, e os seus apoiantes ou adoradores, por iconódulos. Houve múltiplas causas para a iconoclastia, e a sua influência específica individual não pode ser diretamente comprovada. No entanto, as razões de natureza espiritual são as que mais vêm ao de cima. A questão das decorações dos templos era discutida nos círculos religiosos há muito tempo, e alguns, especialmente teólogos orientais, foram influenciados pelas visões muçulmanas de não representar rostos e figuras humanas. A explicação teológica para a iconoclastia é que era impossível retratar a essência espiritual de uma divindade, e adorar apenas o aspeto físico das pessoas equivalia à idolatria. As causas podem também incluir os fracassos de Bizâncio na frente oriental e a expansão árabe, que alguns entenderam como um sinal de que Deus se tinha afastado de Bizâncio e procuravam razões para isso ter acontecido.

## Enquadramento histórico e desenvolvimento da arte

Pintura Iconocers, de Domenico Morelli, óleo sobre tela, século XIX

Desde a morte de Justiniano II no século VIII, o Império Bizantino esteve exposto a muitos desastres. No Médio Oriente, os ataques árabes tomaram as províncias mais ricas da Ásia Menor, enquanto no norte, tribos eslavas se estabeleceram nos territórios bizantinos entre o Danúbio e o Mar Adriático. Apesar das dificuldades do poder, porém, a arte religiosa continuou a desenvolver-se até ao início da crise iconoclasta. Os iconoclastas, atacavam ferozmente as criações artísticas que consideravam objectos de idolatria, e faziam-no com um apoio considerável da corte imperial. Embora os iconoclastas sejam conhecidos principalmente pelos registos dos seus opositores, pesquisas recentes mostraram que tinham planos grandiosos e sonhavam com uma reorganização geral do estado. Quando os iconoclastas atacaram a arte religiosa, basearam originalmente o seu ataque em textos do Antigo Testamento e nos Dez Mandamentos: Não farás para ti imagem de ídolo, nem semelhança alguma do que há em cima nos céus, nem em baixo na terra, nem nas águas debaixo da terra! O cristianismo teria que ser mudado, e os monges que eram os principais guardiões dos ícones transformaram-no numa religião material - uma espécie de descendente do paganismo, já não ligado à vida quotidiana. No século 4 estas tendências perigosas continuaram a desenvolver-se; Durante muito tempo, a questão dos ícones e das relíquias, ou melhor, do poder milagroso que lhes é atribuído, prevaleceu entre os cronistas e os hagiógrafos. Preocupados com o rumo da vida espiritual, pregaram, por isso, um regresso a um cristianismo mais primitivo e original. Estas superstições nada tinham que ver com a arte, embora a tenham modificado fundamentalmente e a tenham degradado juntamente com a religião. Os iconoclastas não se declaravam, em princípio, inimigos de toda a expressão artística, mas apenas das imagens iconográficas que despertavam a sua ira, e para justificar a sua doutrina recordavam que o próprio Deus as tinha proibido na Bíblia.
De qualquer modo, quaisquer que sejam as causas e os pretextos dos iconoclastas, as suas depravações fanáticas tornaram-se um lado negro da arte. Um grande número de monumentos artísticos de arte cristã e antiga foram destruídos. Aparentemente, a primeira vítima pública da nova política imperial foi o ícone de Cristo em Chalke - a porta de bronze do Grande Palácio de Constantinopla. Uma onda ainda maior de perseguição aos ícones ocorreu durante o reinado de Constantino V Coprónimo, que chegou a ter a iconodulação condenada no Concílio Iconoclasta em 754. Apesar da perseguição a certos tipos de arte e do declínio do apoio à arte, foram criados vários edifícios (ou melhor, reconstruções) e obras significativas durante este período, incluindo, por exemplo: Templo de Hagia Irena, ou Hagia Sophia em Salónica. No entanto, a maioria das obras iconoclastas não sobreviveu até aos dias de hoje. Muitas foram destruídas durante o século XX, durante a Guerra Greco-Turca e algumas devido a incêndios. No entanto, a decoração da igreja de Saint Kyriakos na ilha de Naxos foi preservada. Os artistas deste período tentaram simplificar a representação de motivos cristãos e concentraram-se em cruzes e símbolos em vez de rostos. O mosaico utilizou motivos de aves, animais selvagens e plantas baseados em motivos persas e helenísticos. A restauração definitiva do culto dos ícones só ocorreu durante o reinado da regente Teodora em 843. Este dia ainda é celebrado nas Igrejas Orientais como Domingo da Ortodoxia.

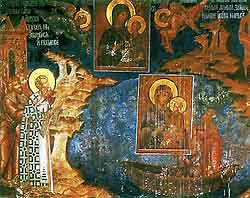
Patriarca de Constantinopla Germano I com ícones apoiados por anjos

| “                                                            | Estamos convencidos de que a vergonhosa arte da pintura é uma blasfêmia contra o dogma fundamental da nossa salvação, isto é, contra a encarnação de Cristo. O que faz um artista ignorante que, num espírito sacramental, pinta o que não deve ser pintado e quer dar forma com as suas mãos sujas ao que não se deve crer senão com o coração? Ele cria uma imagem e chama-a Cristo. O nome de Cristo significa Deus e o homem. Portanto, se existe uma imagem de Deus e do homem, então os artistas tentaram tolamente retratar o divino, o que é impossível... Se alguns dizem que estamos certos sobre o assunto das imagens de Cristo, mas errados sobre o assunto das imagens de Maria, dos profetas, apóstolos e mártires, que eram plenamente humanos e não compostos de duas naturezas, respondemos-lhe que todas devem ser rejeitadas da mesma forma. O cristianismo derrubou completamente o paganismo, não apenas os sacrifícios pagãos, mas também as imagens pagãs. | ” |
| — Declaração do concílio convocado por Constantino V em 754. | |   |